# Горазд (Димитриевский)
Горазд (макед. Горазд, в миру Боголюб Димитриевский, макед. Богољуб Димитриевски, при рождении Боголюб Димитриевич, серб. Богољуб Димитријевић; 21 сентября 1934, село Стрезовце, Королевство Югославия (ныне община Куманово, Республика Македония) — 28 декабря 2020) — епископ неканонической Македонской православной церкви, ранее митрополит Европейский.

## Биография
Основное образование окончил в родном селе. Поступил в среднее богословское училище в Монастырн Раковица возле Белграда, по окончании которого поступил на Богословский факультет Белградского университета, который окончил в 1964 году.
После этого уехал на родину, где работал служащим в Македонской архиепископии в Скопие, которая на тот момент находилась в каноническом единстве с Сербской православной церковью.
Был рукоположен в сан священника, служил в церкви святой Петка, а затем в церкви святого Георгия в Скопье Поддержал одностороннее провозглашение автокефалии Македонской православной церкви.
Был избран епископом, после чего в монастыре святого Георгия в Криви-Доле был пострижен в монашество. Затем 24 июня 1977 година в «церкви святого Димитрия» состоялась его хиротония во епископа Злетовско-Струмицкого с возведением в сан митрополита. Интронизация состоялась 26 июля 1977 година.
Был уволен со Струмицкой кафедры по требованию верующих, обвинявших его в финансовых злоупотреблениях Вернулся в Скопье.
В 1989 году от Злетовско-Струмицкая епархия была разделена две Брегалнишкую, возглавляемую митрополитом Стефаном (Веляновским) и Струмицкую, на которую был назначен митрополит Горазд..
5 августа 1995 года решением Архиерейского Синода МПЦ назначен митрополитом Европейским.
6 апреля 2006 года решением Архиерейского Синода МПЦ уволен на покой с титулом «почётный митрополит Европейский».
24 июни 2007 года в церкви святого Димитрия в Скопье была отслужена архиерейская Божественная литургия в честь на 30-летия епископской хиротонии митрополита Горазда
После продолжительной болезни он скончался 28 декабря 2020 года в возрасте 84 лет. Похоронен в монастыре святого пророка Илии в селе Мирковци, Скопска-Црна-Гора.